# Alijó
Alijó – miejscowość w Portugalii, leżąca w dystrykcie Vila Real, w regionie Północ w podregionie Douro. Miejscowość jest siedzibą gminy o tej samej nazwie.

## Demografia
| Liczba ludności gminy Alijó (1801–2011) | Liczba ludności gminy Alijó (1801–2011) | Liczba ludności gminy Alijó (1801–2011) | Liczba ludności gminy Alijó (1801–2011) | Liczba ludności gminy Alijó (1801–2011) | Liczba ludności gminy Alijó (1801–2011) | Liczba ludności gminy Alijó (1801–2011) | Liczba ludności gminy Alijó (1801–2011) | Liczba ludności gminy Alijó (1801–2011) | Liczba ludności gminy Alijó (1801–2011) |
| --------------------------------------- | --------------------------------------- | --------------------------------------- | --------------------------------------- | --------------------------------------- | --------------------------------------- | --------------------------------------- | --------------------------------------- | --------------------------------------- | --------------------------------------- |
| 1801                                    | 1849                                    | 1900                                    | 1930                                    | 1960                                    | 1981                                    | 1991                                    | 2001                                    | 2004                                    | 2011                                    |
| 2 423                                   | 5 454                                   | 19 919                                  | 20 452                                  | 23 511                                  | 18 846                                  | 16 327                                  | 14 320                                  | 13 942                                  | 11 942                                  |

## Sołectwa
Sołectwa gminy Alijó (ludność wg stanu na 2011 r.)
- Alijó – 2635 osób
- Amieiro – 81 osób
- Carlão – 719 osób
- Casal de Loivos – 183 osoby
- Castedo – 373 osoby
- Cotas – 245 osób
- Favaios – 1064 osoby
- Pegarinhos – 465 osób
- Pinhão – 648 osób
- Pópulo – 277 osób
- Ribalonga – 231 osób
- São Mamede de Ribatua – 728 osób
- Sanfins do Douro – 1495 osób
- Santa Eugénia – 333 osoby
- Vale de Mendiz – 249 osób
- Vila Chã – 533 osoby
- Vila Verde – 622 osoby
- Vilar de Maçada – 915 osób
- Vilarinho de Cotas – 146 osób